# اركايم
اركايم (بالروسية:Arkaim) هو موقع أثري يقع في جنوب سهوب الاورال، يبعد 8.2 كيلومتر (5.1 ميل) من الشمال إلى الشمال الغربي من امورسكي، و 2.3 كيلومتر (1.4 ميل) من الجنوب إلى الجنوب الشرقي من الكسندرونفسكي، في قريتين في تشيليابينسك أوبلاست في روسيا، إلى الشمال من حدود كازاخستان. عموما يرجع تاريخ الموقع إلى القرن السابع عشر قبل الميلاد.